# Церковь Святого Николая (Брюссель)
Церковь Святого Николая (фр. Église Saint-Nicolas, нидерл. Sint-Niklaaskerk) — церковь в Брюсселе, в старом городе (Пентагоне), рядом с Брюссельской биржей. Церковь Святого Николая является одной из первых четырёх церквей в Брюсселе; её появление датируется 1125 годом. Расположена по адресу: Rue des Fripiers, 11.

## История
Церковь возведена в бывшем квартале купцов и построена их на деньги в честь покровителя торговли Святого Николая.
При реконструкции фасадов в 1956 году, была обнаружены некоторые следы на крыльце, свидетельствующие о том, что в XII веке на этом месте располагалась башня при Римской церкви, содержащая городские колокола. Это здание имело заранее заданную форму, оно упоминается ещё в 1289 году. В 1367 году башня была разрушена во время бури, однако, потом восстановлена. В 1486 году, при расширении левого придела нефа, была добавлена часовня Нотр-Дам де ла Пэ.
В 1579 году церковь была повреждена во время религиозных столкновений между валлонскими провинциями Нидерландов (католиками) и северных провинций, являющихся протестантами. Спустя примерно столетие, в 1695 году, во время бомбардировки города в 1695 году церковь была почти полностью разрушена.
В 1714 году было принято решение о восстановлении церкви, однако после постройки церковь обвалилась. Церковь была закрыта в 1797 году. Благодаря нескольким прихожанам, выкупившим её по частям в 1799 году, в 1804 году она вновь была открыта, в ней начались богослужения. В память об обстреле города и разрушении церкви, в ней хранится пушечное ядро.
Главный фасад был перестроен в 1956 году. В связи с тем, что церковь много раз перестраивалась и меняла облик, в литературных изданиях утверждается, что церковь не представляет собой интереса как архитектурное сооружение, но в то же время подчеркивают, что со стороны улиц она выглядит симпатично, окружённая домиками XVIII века.

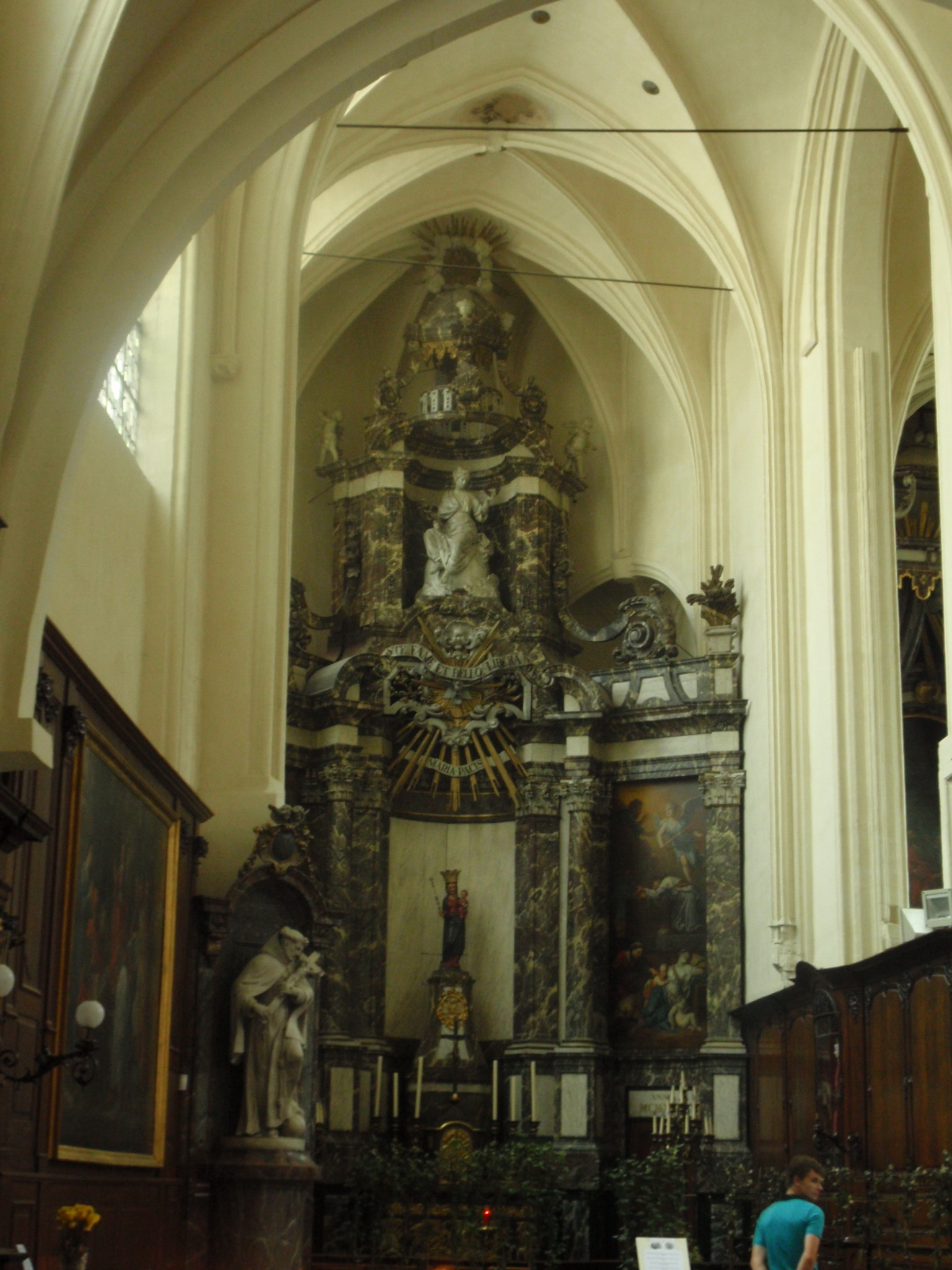
Интерьер церкви
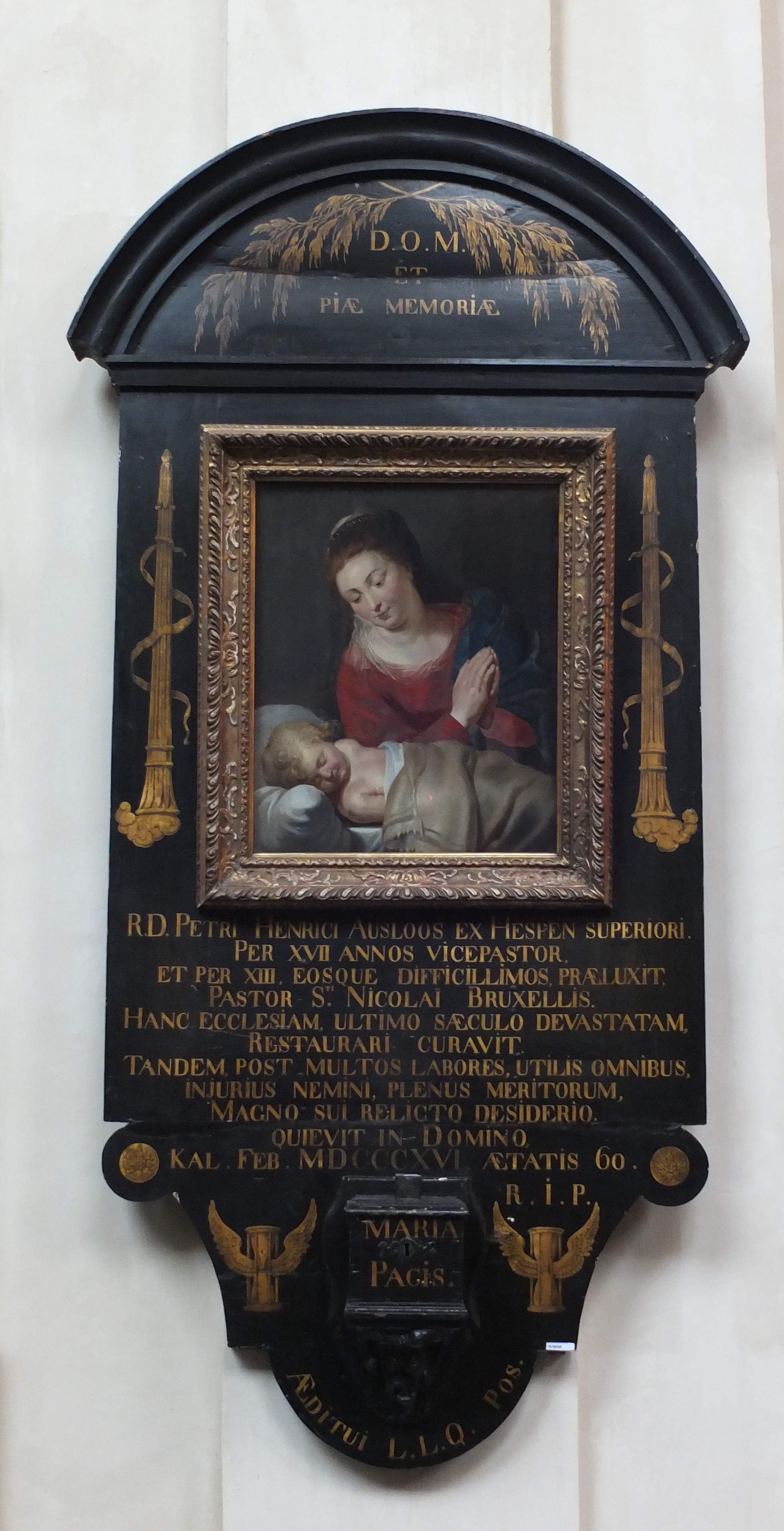
Образ Девы Марии с младенцем. Приписывается Рубенсу